# 使徒来袭
《使徒来袭》是GAINAX制作的日本电视动画《新世纪福音战士》的第一集，由系列导演庵野秀明编剧，鹤卷和哉导演，于1995年10月4日在东京电视台播出。该系列主要以一场世界性大灾难发生15年后的要塞都市第三新东京市为舞台。主角是十几岁的少年碇真嗣，他的父亲碇源堂将他招募到特务机关NERV，然後要之驾驶巨型人型机甲“Evangelion”（俗称：EVA），跟敵人“使徒”戰鬥。本集中，第三新东京市遭到使徒Sachiel袭击，联合国军无法阻挡。碇真嗣应关系疏远的父亲要求，来到第三新东京市，繼被他命令驾驶EVA初号机跟使徒战斗。真嗣最初不愿意驾驶EVA，但在看到驾驶员绫波丽身受重伤仍欲出击后，改變了主意，决定驾驶EVA与使徒交战。
《使徒来袭》制作于1994年9月至1995年4月。该集受特摄作品的影响，参考了其他机甲动画和GAINAX以前的作品。该集在东京电视台的收视率为6.8%，其视觉效果、导演和角色介绍均受到评论界和公众的广泛好评。

## 剧情

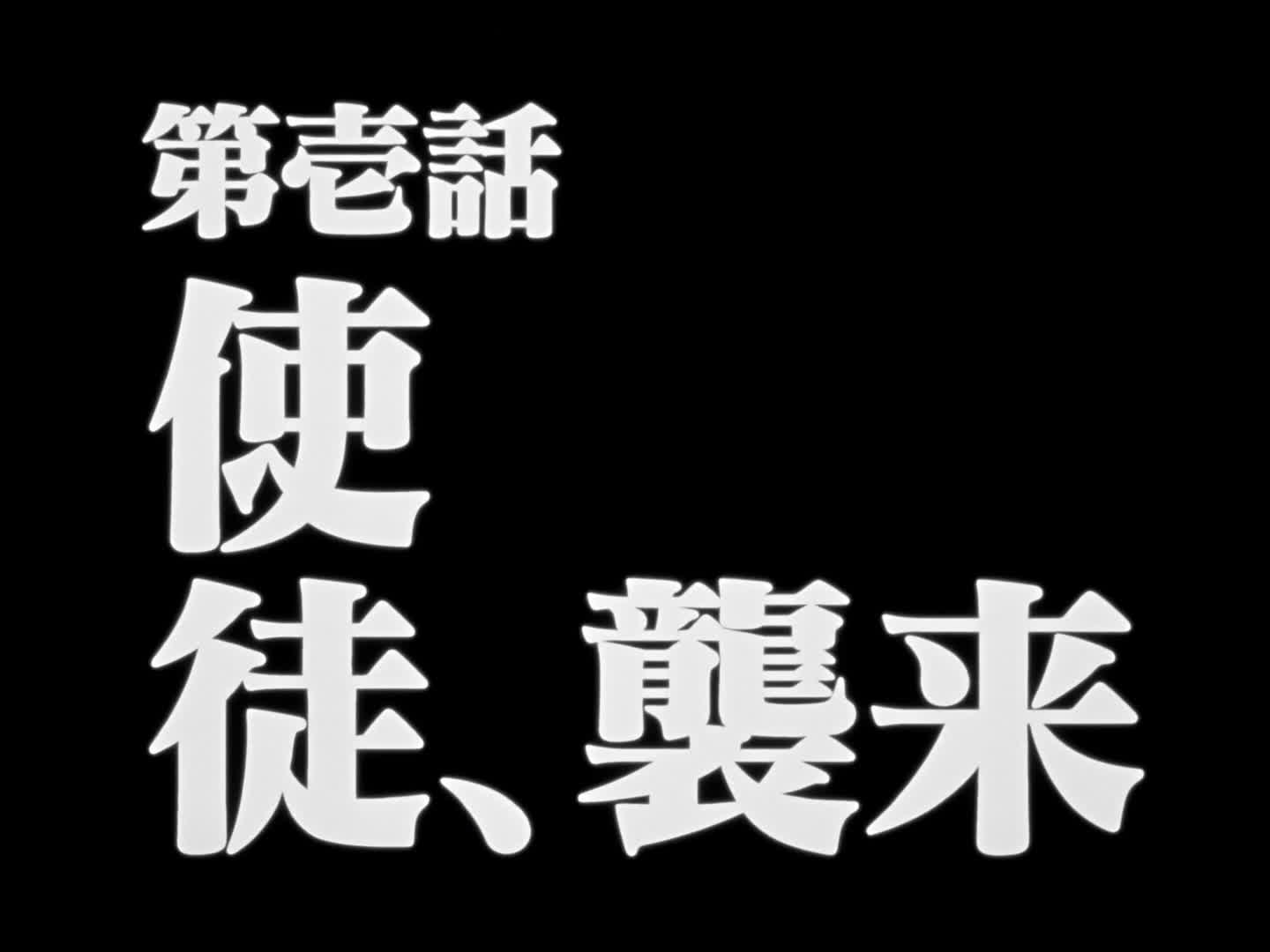
标题以黑底白字、标志性字体排版呈现

特务机关NERV的司令官碇源堂把他的儿子碇真嗣召到第三新东京市。與此同時，敵人使徒Sachiel亦正迫近該地，联合国军的坦克营在海岸线上准备迎战。真嗣抵达附近的一个城镇后，在车站旁等待去接他的NERV作战部长葛城美里。此時，使徒突然发动攻击，联合国军空军則以导弹還撃，但對之構成不了一點傷害。真嗣在該战斗中受到波及，险些丧命，不過葛城美里在最後關頭趕到，将其救出。
在多次进攻都以无效告终后，联合国军承认他们无能为力，将摧毁使徒的责任移交给碇源堂和NERV。同時，真嗣和美里正乘坐汽車裝運列車，深入一个巨大的地下空洞。真嗣被带到了巨型人型机甲Evangelion（俗称：EVA）的机库，在那里他看到EVA的第一个试验型号——EVA初号机。此时源堂出现，告訴真嗣他将派去驾驶EVA初号机，与使徒作战。他不從，认为自己沒能力完成任务。但源堂告诉他，要是不驾驶EVA，就离开這裡。他繼找另一名驾驶员绫波丽頂替之。丽雖身受重伤，全身多处被石膏和绷带包裹，但仍欲出击。面对丽的伤势，真嗣最終同意驾驶EVA。接着他坐上初号机，与之一起发射到地面，跟使徒对峙。

## 制作

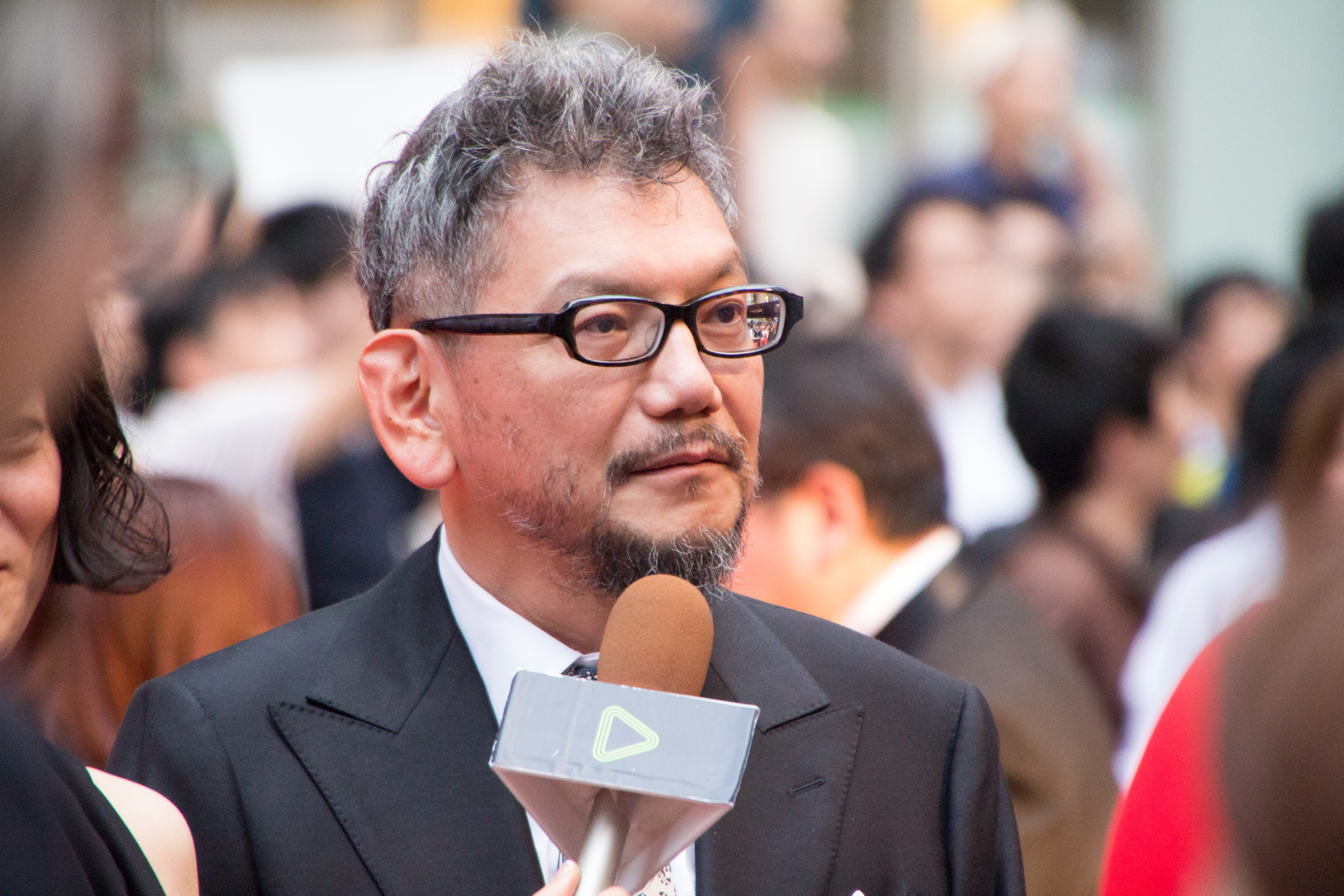
《新世纪福音战士》导演庵野秀明

GAINAX于1993年7月开始计划制作《新世纪福音战士》。同年9月20日舉辦首次内部会议，討論這個全新計劃。一年后（1994年9月），製作團隊才开始制作首两集。他們最終花了数個月時間去製作。该系列的导演庵野秀明担任本集的编剧。本集剧本編寫進度缓慢——庵野表示，第一集的剧本約花费半年完成。本集的导演（演出）由系列副导演鹤卷和哉担任，分鏡由摩砂雪和庵野秀明负责，作画监督則由铃木俊二担任。浅利义远、Kio诚儿和今掛勇担任设定助理（設定補）。
1993，GAINAX发布了《新世纪福音战士（暂定名）企画书》，其中确定了《使徒来袭》的基本剧情。在第一稿中，製作團隊把本集命名为《再会的人们》。原定的开头是真嗣坐火车時，被EVA零号机和Raziel使徒间的战斗拦下；使徒最终消失在湖中，而受损的零号机则回到了NERV基地。原稿中也包含失控的EVA初号机與Raziel战斗的情節，但此一橋段在第二集才出現。原稿稱Raziel为“金属使徒”。与剧中实际出现的Sachiel相比，Raziel的外表較接近巨人，擁有更多的拟人特征。1995年4月，本集的制作正式结束；第二集也在一个月后完成。配音工作于3月27日开始，距计划播出的时间约六个月。第一、二集最初于1995年7月22日和23日在茨城县潮来市举行的第二届“GAINAX祭”上放映，此时距离在电视台的正式播映仅有三个月的时间，开场动画还没有完成，但仍受到会场200余观众的欢迎。庵野导演也对此表示满意：“前两集忠实地反映了我的心情，当我意识到这点时，我觉得这真是太好了”。
長澤美樹、林原惠、平松晶子、子安武人和長嶝高士参与了该集的配音，但各自对应的角色并未公布；西村知道、宇垣秀成、中博史为第一幕中与碇源堂对话的三名士兵配音。该集的片尾曲《Fly Me to the Moon》由英国歌手克莱尔·利特利（以艺名CLAIRE参与制作）翻唱。

## 文化参考
该系列首个意大利语改编版的策划人瓜尔蒂耶罗· 坎纳尔西指出，本集在劇作上採用攔腰法，即通过展示角色的对话和思想或插入闪回片段，重建叙事开始前发生的事情。本作后续的分集中也使用了这种叙事技巧。他还指出，本集中真嗣说出“不能逃避！”的场景将成为该角色最典型的特征之一。日本哲学家和文化评论家東浩紀在谈及这句台词时，将《新世纪福音战士》称作一个描绘“无缘无故的焦虑”的故事，并将其与东京地铁沙林毒气事件后日本社会的反响联系起来。这句台词的灵感来自庵野秀明的个人经历：在完成《蓝宝石之谜》后的四年间，庵野秀明陷入了深深的忧郁中。1993年起，庵野秀明开始围绕着“不能逃避”这一想法进行本系列的开展设想，这一主题是他之前未能进入制作的《苍之乌尔》的基本主题，也呼应了他这四年间消沉生活：
在《新世纪福音战士》中，我试图将一个四年间破碎又无能为力的我，全部都放进去。逃避了四年，仅仅是没死而已的我，仅仅因为一个念头“不能逃避！”而开始制作这部作品。我的意图是在电影中留下深刻印象。——庵野秀明
《使徒来袭》已经体现了父子关系、人际交往等该系列的主题。系列LD的封套注释编者小黑祐一郎指出，本集中美里告诉真嗣要表现得像个男人一样，这反映了该系列所探讨的另一个主题——在现代该如何看待男性气质，而这一主题在后续的集数中也有所体现。但根据该系列的官方手册，尚不清楚该系列是否支持具有男性气质愿景的父权模式，或是否质疑其价值。本集参考了多部早期的机甲动画作品，如《鲁邦三世》、《超力电磁侠 孔巴特拉V》、《飛越巔峰》。本集亦受到实相寺昭雄的导演风格的影响，许多镜头受特摄类作品启发。製作團隊还從《美少女战士》的导演、庵野的朋友幾原邦彦的作品中取得灵感，決定為此集加入少女动画中典型的幽默图形符号。本集中还出现了现实中存在的武器，例如日本74式坦克、雅克-38战斗机、无机舱自轉旋翼機和M270多管火箭系統。

## 反响
《使徒来袭》得到了评论家和公众的广泛好评。该集于1995年10月4日首次播出，关东地区收视率达到6.8%。在该系列首次播出后，《使徒来袭》在《Animage》杂志的动画年度奖项Anime Grand Prix的“單集部门”（日語：サブタイトル部門）中排第17位。在朝日电视台舉辦的「最佳动画场景调查」中，真嗣第一次见到绫波丽的场景排在第16位。2011年，日本门户网站goo就「最常在網上見到，但不知出自哪的名言」舉辦了一次调查，真嗣在本集中说出的“不能逃避！”排在第三位。2020年，NHK舉辦一项类似的调查，結果顯示“不能逃避！”为《新世纪福音战士》粉丝第三喜欢的一句话。
为《Newtype》杂志撰稿的动画师小黑祐一郎、动画新闻网的尼克·克里默（Nick Creamer）等评论家都称赞了这一集的导演和编辑。学者苏珊·J·纳皮尔分析了该集对真嗣和美里的“内心世界”的描述，认为是体现该系列非传统风格的一个例子。意大利作家和评论家安德里亚·丰塔纳（Andrea Fontana）写道：“从第一集开始，（《新世纪福音战士》中的）每一个细节都充斥着许多含义”。《Newtype》1995年12月号也持同样的观点，赞扬了该集密集的信息量。佛罗里达州立大学教授克里斯蒂·安德森在Supanova Expo的网站上撰文，将真嗣决定驾驶EVA的一幕选为这个角色的最佳时刻之一。Film Daze的编辑约书亚·索伦森也为真嗣辩护，称真嗣重复“不能逃避！”的场景概括了《新世纪福音战士》的主题核心，是“使该系列独一无二的关键”。《Newtype》写道，“许多精心设计的镜头角度可能会让粉丝们心里痒痒的”，“略显独特的标题和醒目的画面也是一大亮点”。《A-CLUB》的評論者虛無縹緲人讚揚了該集，指它在連續劇當中「十分不俗，而且氣氛的營造也相當出色」。
Film School Rejects的马克斯·科维尔同样将《使徒来袭》列为《新世纪福音战士》最佳单集的第三名，称赞其视觉效果和对剧中主要谜团的介绍；他还称赞了真嗣在阅读说明书时，背景中出现了EVA的一只巨手的镜头。他认为这一画面背后的象征意义是“（真嗣）只是实现目标的工具”，并其列为作品中众多“完美镜头”之一。根据《Newtype》的官方《新世紀福音戰士FILM BOOK》，在与Sachiel的战斗中，源堂指挥的场景也因其“表现力”而受到好评，并且“被认为是本集中表现最好的场景之一”。The Animé Café的日本评论家Akio Nagatomi虽欣赏机甲和敌人的设计，但认为动画的质量处于“平均水平”，他还批评了外星生物无缘无故想毁灭地球，而一个小男孩不得不与之战斗的故事前提，称其过于缺乏独创性。Syfy Wire的丹尼尔·多克里称赞Sachiel的首次亮相让人感到恐惧，但也指出该集使用了巨型怪兽登场时的常用套路。相比之下，Multiversity Comics的马修·加西亚和《Ex》杂志的查尔斯·麦卡特对前两集的动画、音乐和节奏都持积极态度。加西亚表示，前两集是《新世纪福音战士》的“速成课程”，从前两集中可以领略到《新世纪福音战士》的“既恐怖又有趣，既深沉悲伤又鼓舞人心，既平凡又惊人”；麦卡特评价称，前两集的节奏为角色的发展和紧张的战斗提供了充足的时间。
多年以来，GAINAX制作了许多与该集相关的周边商品，如打火机、 T恤、重现战斗场面的纸模等。奈须蘑菇在看完这集后内心受到了很大的震撼，随后开始了他的作家生涯，他表示，这一集“无论是我还是我的同代人都不能忽视”。奈须后来与武内崇共同创立了TYPE-MOON，创作了《魔法使之夜》和《Fate/stay night》等作品，《Fate/stay night》更是成为了有史以来最受欢迎的视觉小说之一。